# Вибори до Ради представників Іраку 2005
Вибори до Ради представників Іраку 2005 року відбулись 15 грудня.

## Статистика
У виборах взяли участь 326 партій, блоків і незалежних кандидатів. Разом було зареєстровано 7 655 кандидатів.
- Число зареєстрованих виборців — 15 568 702
- Чинних бюлетенів — 11 895 756 (76,41 %)
- Недійсних бюлетенів — 139 656
- Незаповнених бюлетенів — 62 836
- Голосування за кордоном (у 15 країнах):
  - Чинних бюлетенів — 295 377
  - Недійсних бюлетенів — 1912
  - Незаповнених бюлетенів — 1094

## Результати
| Партія (блок)                           | Голосів    | Відсотків | Місць | До січня 2005 |
| --------------------------------------- | ---------- | --------- | ----- | ------------- |
| Об'єднаний іракський альянс             | 5 021 137  | 41,2      | 128   | -12           |
| Збори Курдистану                        | 2 642 172  | 21,7      | 53    | -22           |
| Іракський фронт згоди                   | 1 840 216  | 15,1      | 44    | +44           |
| Іракський національний список           | 977 325    | 8,0       | 25    | -22           |
| Іракський фронт національного діалогу]] | 499 963    | 4,1       | 11    | +11           |
| Ісламський союз Курдистану              | 157 688    | 1,3       | 5     | +3            |
| Рісаліюн                                | 145 028    | 1,2       | 2     | +2            |
| Примирення та визволення                | 129 847    | 1,1       | 3     | +2            |
| Іракський туркменський фронт]]          | 87 993     | 0,7       | 1     | -2            |
| Рафідейн                                | 47 263     | 0,4       | 1     | =             |
| Список Місаля аль-Алюсі                 | 32 245     | 0,3       | 1     | +1            |
| Рух аль-Єзидія за прогрес і реформи     | 21 908     | 0,2       | 1     | +1            |
| Разом                                   | 12 191 133 |           | 275   | =             |